# Gerhard Seifert (Waffenhistoriker)
Gerhard J. R. Seifert (* 14. Dezember 1923 in Haiger; † 19. Dezember 2007 ebenda) war ein deutscher Justizbeamter und Waffenkundler. Seine terminologischen Studien zu frühneuzeitlichen und neuzeitlichen Blankwaffen gelten als richtungsweisend für die Waffenkunde.

## Leben
Seiferts Vater stammte aus Niederschlesien und war Schiffsingenieur der Handelsmarine. Nach dem Ersten Weltkrieg zog er in den Westerwald, um als Ingenieur in der Industrie zu arbeiten. Gerhard Seifert wuchs in Haiger auf. 1942 legte er das Notabitur ab und wurde anschließend als Offiziersanwärter zur Marine eingezogen. Auf der Emden erlitt er eine schwere Beinverletzung. Da diese falsch versorgt wurde, litt Seifert fortan unter starken gesundheitlichen Problemen. Diese führten neben dem Ausscheiden aus dem Militär zum Abbruch seines im Anschluss daran aufgenommenen Jurastudiums. Später trat Seifert als Beamter in den hessischen Justizdienst ein. 1980 erfolgte auf Grund seiner angeschlagenen Gesundheit die Versetzung in den Vorruhestand. Seifert beendete seine Laufbahn als Amtsrat des Grundbuchamtes in Dillenburg.
Neben seinen Blankwaffenstudien widmete Seifert sich der Heimatkunde und dem Vogelschutz.

## Werk
Zu Beginn der 1950er-Jahre begann Seifert, sich mit Blankwaffen aller Art auseinanderzusetzen. Früh stellte er fest, dass zum damaligen Zeitpunkt keine einheitliche Terminologie für die verschiedenen Blankwaffentypen und -bestandteile existierte. Daher bemühte sich Seifert um eine genaue Ausdeutung und Definition der einzelnen Begriffe. Aus dieser Tätigkeit entstand eine umfangreiche Systematisierung verschiedener Blankwaffen, welche die einzelnen Waffen nach ihrer Gattung etc. gliedert. Zudem machte Seifert auch Abkürzungen wie IOD (Infanterieoffiziersdegen) einer breiteren Sammleröffentlichkeit bekannt. Auf seinen terminologischen und einordnenden Studien bauen verschiedene waffenkundliche Arbeiten der Gegenwart auf.  Als Autor des Deutschen Waffen-Journals verfasste Seifert 137 Artikel zu historischen Waffen. Seine Werke werden in zahlreichen Veröffentlichungen gemeinsam mit Werken von Wendelin Boeheim genutzt.

## Schriften (Auswahl)
- Schwert – Degen – Säbel. Die Erscheinungsformen der langen Griffwaffen Europas für den Sammler und Liebhaber als Grundriss dargestellt. H. G. Schulz Verlag, Hamburg 1962, OCLC 812189987.
- Der Hirschfänger. Journal-Verlag, Schwäbisch Hall 1973, OCLC 721735876.
- Fachwörter zur Blankwaffenkunde. Deutsches Abc der europäischen blanken Trutzwaffen. Eigenverlag, Haiger 1981.[11]
- Einführung in die Blankwaffenkunde. Bezogen auf die europäischen blanken Trutzwaffen. Eigenverlag, Haiger 1982, OCLC 165114129.
- mit Klaus P. Stefanski: Der Blücher-Säbel. Ergänzendes zu einem mehrfach behandelten Thema. Paul Parey Zeitschriftenverlag, Singhofen 2001, ISBN 3-89715-535-4.